# Werner Mansfeld (Ministerialdirektor)
Werner Mansfeld (* 12. Dezember 1893 in Uchte; † 10. Februar 1953 in Berlin) war ein deutscher Ministerialbeamter im Reichsarbeitsministerium und vom 10. Januar 1942 bis zur Ernennung Fritz Sauckels im März 1942 Generalbevollmächtigter für den Arbeitseinsatz.

## Leben
Mansfeld war der Sohn eines Reichsgerichtsrats. Nach dem Ende seiner Schulzeit studierte Manfeld von 1912 bis 1914 Rechtswissenschaften in Freiburg, Leipzig und Göttingen. Dann leistete er 1914 bis 1919 Militärdienst im Ersten Weltkrieg. Anschließend wurde er Mitglied im Stahlhelm, u. a. als Ortsgruppenführer in Essen. 1920/21 erfolgte die Promotion zum Dr. iur. (Dissertation: "Rechtsirrtum und Bundesratsverordnung vom 18. Januar 1917"), dann Gerichtsassessor, seit 1924 Arbeit in der Rechts- und sozialpolitischen Abteilung des Zechenverbands und Dezernent der Geschäftsführung, zugleich zwischenzeitlich Mitglied im Vorstand der Ruhrknappschaft, Beisitzer verschiedener Senate des Reichsversicherungsamts sowie einiger Organe der Reichsanstalt für Arbeitslosenversicherung und Arbeitsvermittlung. Im Sommersemester 1930 habilitierte er sich an der Universität Münster, darauf war er Privatdozent in Münster. Von Ende Januar 1935 bis Mitte Oktober 1937 wirkte er als Privatdozent an der Universität Berlin.
Zum 1. Mai 1933 trat er der NSDAP bei (Mitgliedsnummer 2.787.778). Des Weiteren gehörte er zur Zeit des Nationalsozialismus dem NS-Lehrerbund und der Akademie für Deutsches Recht an, bei der er im Ausschuss für Arbeitsrecht saß. Auch wurde er Mitglied im Bund Nationalsozialistischer Deutscher Juristen. Am 10. Mai 1933 trat er ins Reichsarbeitsministerium unter Minister Franz Seldte als Ministerialdirektor ein, in dem er die Hauptabteilung III (Tarifrecht, Arbeitsrecht und Arbeitsschutz) leitete. Ab 1933 gab er die neue Zeitschrift Deutsches Arbeitsrecht heraus, er formulierte und kommentierte das Gesetz zur Ordnung der nationalen Arbeit vom 20. Januar 1934, das das Führerprinzip in der Wirtschaft durchsetzte. Seit 1936 leitete der vom Ministerium abgeordnete Verwaltungsbeamte zusammen mit dem Staatssekretär (ab 1939) Friedrich Syrup die „Geschäftsstelle Arbeitseinsatz“ in der Sonderbehörde Hermann Görings für den Vierjahresplan, die mit der Teildienstpflicht am 22. Juni 1938 für rüstungswichtige Projekte (Westwall) u. a. eine zeitweise Arbeitspflicht für deutsche Arbeitnehmer außerhalb ihrer Arbeitsstellen einführte. Am 20. Dezember 1938 wurden arbeitslose Juden, deren Zahl wegen ihrer antisemitischen Diskriminierung gewachsen war, zur Zwangsarbeit in abgesonderten Gruppen zum „Geschlossenen Arbeitseinsatz“ verpflichtet. Urteile des Reichsarbeitsgerichts, die die arbeitsrechtliche Stellung der Juden weiter schwächten und ihre Bezahlung verringerte, begrüßte Mansfeld ausdrücklich. Im Zweiten Weltkrieg wurden für Polen geringere Löhne ausgezahlt und Sondersteuern als „soziale Ausgleichsabgaben“ erhoben. 
1941 musste Mansfeld den schwer erkrankten Syrup monatelang vertreten, bevor im März 1942 Fritz Sauckel zum Generalbevollmächtigten für den Arbeitseinsatz ernannt wurde. Am 18. August 1942 wurde Mansfeld nach schwerer Krankheit in den Wartestand versetzt, zog sich aus dem politischen Leben zurück, wurde aber im Oktober 1943 Vorstandsmitglied des Salzdetfurth-Kalikonzerns.
Im März 1945 zog er nach Halle/Saale. Nach Kriegsende wickelte er in der Sowjetischen Besatzungszone den Salzdetfurth-Konzern ab und war bis Juli 1948 Generalbevollmächtigter der Mansfeld AG; seit 1947 lief ein Ermittlungsverfahren gegen ihn. Im Februar 1949 zog er nach West-Berlin um.

## Schriften
- Arbeitsrecht (Grundlagen, Aufbau und Wirtschaftsordnung des nationalsozialistischen Staates 39), Berlin 1938
- Gesetz zur Ordnung der nationalen Arbeit mit allen Durchführungs-Verordnungen, Nebengesetzen u. d. erg. Regelungen einschl. der Kriegsgesetzgebung : Die Ordnung der nationalen Arbeit / mit Erl., Heymann, Berlin 1934
- Mitautor: Der Rechtsstreit im Arbeitskampf der westdeutschen Eisenindustrie, 1929